# Hranitzky Ágnes
Hranitzky Ágnes (Derecske, 1945. június 4. –) Balázs Béla-díjas (2009) magyar filmvágó és rendező, aki leginkább férje, Tarr Béla filmrendezővel való hosszú távú együttműködéséről ismert. 2006-ban a Magyar Köztársasági Érdemrend Lovagkeresztje kitüntetést kapta.

## Életpályája
1967–1971 között a Színház- és Filmművészeti Főiskola hallgatója volt.

### Filmes pályafutása
Hranitzky az 1970-es években kezdett dolgozni magyar filmeken, elsősorban filmvágóként. 1981-ben kezdődött együttműködése Tarr Bélával, amikor ő vágta Tarr Szabadgyalog című filmjét. Azóta valamennyi Tarr-film vágását ő végezte.
2000-ben, a Werckmeister harmóniák című filmmel kezdett társrendezőként is szerepelni Tarr oldalán. Erre azért került sor, mert Tarr híres hosszú snittjeiről, amelyek hossza megkövetelte, hogy Hranitzky a forgatáson is jelen legyen, így segítve a rendezőt annak megítélésében, hogy a jelenetek hogyan fognak illeszkedni a vágóasztalon, és melyik beállítás hogyan kapcsolódik a többiekhez.
2007-ben társrendezője volt A londoni férfi című filmnek, amelyet Tarr rendezett. A film a 2007-es cannes-i filmfesztivál versenyprogramjában mutatkozott be.

2011-ben ismét társrendezőként jegyezte A torinói ló című filmet, amelyet a 61. Berlini Nemzetközi Filmfesztiválon mutattak be, és elnyerte a zsűri nagydíját.

## Filmjei

### Vágóként
- Az utolsó tánctanár (1975)
- Segesvár (1976)
- Dübörgő csend (1978)
- Harcmodor (1980)
- Szabadgyalog (1981) (rendezőasszisztens is)
- Anna (1981)
- Panelkapcsolat (1982) (rendezőasszisztens is)
- Őszi almanach (1984) (rendezőasszisztens is)
- Kárhozat (1988) (rendezőasszisztens is)
- Utolsó hajó (1990)
- Sátántangó (1994) (rendezőasszisztens is)
- Werckmeister harmóniák (2000) (rendező is)
- Töredék (2007)
- A londoni férfi (2007) (rendező is)
- A torinói ló (2011) (rendező is)

### Szerkesztőként
- Háry János (1965)
- Szegénylegények (1966)
- Patyolat akció (1966)
- Harlekin és szerelmese (1967)

### Egyéb filmes munkái
- A helység kalapácsa (1965) (producer)

## Magánélete
Tarr Béla filmrendező élettársa; kapcsolatuk 1978 óta tart, amikor megismerkedtek. Előző házasságából született lánya Gáborjáni-Szabó Réka, Szabó Lőrinc költő unokája, a Szabó Lőrinc Emlékalapítvány jelenlegi elnöke.